# Bolitophila perlata
Bolitophila perlata är en tvåvingeart som beskrevs av Garrett 1925. Bolitophila perlata ingår i släktet Bolitophila och familjen smalbensmyggor. Inga underarter finns listade i Catalogue of Life.